# Erateina flexuosa
Erateina flexuosa là một loài bướm đêm trong họ Geometridae.